# Rhyacophila autumnalis
Rhyacophila autumnalis är en nattsländeart som beskrevs av Nimmo 1977. Rhyacophila autumnalis ingår i släktet Rhyacophila och familjen rovnattsländor. Inga underarter finns listade i Catalogue of Life.